# Wilhelm Heun
Wilhelm Heun (23 de maio de 1895 - 21 de setembro de 1986) foi um oficial alemão que serviu no Deutsches Heer durante a Segunda Guerra Mundial. Foi condecorado com a Cruz de Cavaleiro da Cruz de Ferro.

## Condecorações
| Cruz de Ferro (1914) 2ª Classe            |                        |
| Cruz de Ferro (1914) 1ª Classe            |                        |
| Cruz de Honra da Guerra Mundial 1914/1918 |                        |
| Cruz de Ferro (1939) 2ª Classe            |                        |
| Cruz de Ferro (1939) 1ª Classe            |                        |
| Medalha da Frente Oriental                |                        |
| Cruz Germânica em Ouro                    | 23 de outubro de 1942) |
| Cruz de Cavaleiro da Cruz de Ferro        | 9 de dezembro de 1944  |